# Zhang Shufeng
Zhang Shufeng (chiń. 张树峰; ur. 24 listopada 1984) – chiński lekkoatleta, skoczek wzwyż.

## Osiągnięcia
- brązowy medal mistrzostw Azji (Inczon 2005)
- złoty medalista mistrzostw kraju oraz chińskiej olimpiady narodowej

## Rekordy życiowe
- skok wzwyż – 2,30 (2006)
- skok wzwyż (hala) – 2,20 (2006)